# Nicola Chiaromonte
Nicola Chiaromonte, född 12 juli 1905 i Rapolla, död 18 januari 1972 i Rom, var en italiensk filosof och politiker. Han övade inflytande över New York Intellectuals, en grupp amerikanska litteraturkritiker, vilka sökte förena litteraturteori med marxism och socialism. Gruppen var tydligt antistalinistisk och avvisade sovjetkommunismen. Chiaromonte skrev bland annat för det antifascistiska tidningen Giustizia e Libertà.